# Autumn Beat
Autumn Beat è un film del 2022 diretto da Antonio Dikele Distefano.

## Trama
Tito e Paco sono due fratelli cresciuti a Milano senza una dimora stabile e in condizioni disagiate. Fin da piccoli desiderano sfondare nel mondo del rap per farsi sentire attraverso la musica. Crescendo, Paco si rivela un performer nato, anche se spesso fa fatica a tenere la testa sulle spalle, mentre Tito dimostra di saper scrivere come nessun altro, ma in pubblico è spesso deriso a causa del suo problema di balbuzie. Entrambi sembrano destinati al successo, ma l'ambizione, la vita e l'amore per la stessa donna metteranno alla prova il loro legame.

## Distribuzione
Il film è stato distribuito sulla piattaforma Amazon Prime Video dal 10 novembre 2022.

## Colonna sonora
1. Abby 6ix, 2nd Roof, Moris Ensemble Choir - Autumn
2. Club Dogo, Marracash - Ciao proprio
3. Federico Albanese - For a Brighter Day
4. Abby 6ix, 2nd Roof - Forte
5. Guè - Ultimi giorni
6. Abby 6ix, 2nd Roof - Autumn
7. Federico Albanese - Noi (Parte 1)
8. Rapstar - La luce
9. Federico Albanese - Fragile
10. 2nd Roof - Club House
11. Federico Albanese - Ife and Tito
12. Moris Ensemble Choir - Gioventù bruciata
13. Federico Albanese - Only the Fall is Left
14. Federico Albanese - June Waltz
15. Ernia - Superclassico
16. Junior K - Autumn Beat (Interludio)
17. Sfera Ebbasta - BRNBQ
18. Abby 6ix, 2nd Roof - Ambition
19. Federico Albanese - Autumn Theme